# Lecteria (Psaronius) pallipes
Lecteria (Psaronius) pallipes is een tweevleugelige uit de familie steltmuggen (Limoniidae). De soort komt voor in het Neotropisch gebied.